# Mariem Hassan
Mariem Hassan (arab. مريم حسن; ur. 31 maja 1958 w Ued Tazua, Sahara Hiszpańska, zm. 22 sierpnia 2015 w Prowincji Tinduf] w Algierii) – saharyjska wokalistka oraz tekściarka pochodząca z Zachodniej Sahary. Większość swoich piosenek wykonywała w arabskim dialekcie hassanijja oraz niekiedy po hiszpańsku. 

## Życiorys
Jej głos pojawił się pierwszy raz na albumie kompilacyjnym A pesar de las heridas wydanym w 1998 przez hiszpańską wytwórnię muzyczną Nubenegra, z którą wokalistka była związana przez większość swojej kariery. W tym samym roku dołączyła do grupy muzycznej Leyoad. Odbyła z nią kilka tras koncertowych oraz nagrała w 2002 album Mariem Hassan con Leyoad. W 2005 wydała swój pierwszy solowy album Deseos, jednak w tym samym czasie wykryto u niej raka piersi, przez co musiała przerwać karierę i poddać się leczeniu.  
W 2007 hiszpański reżyser Manuel Domínguez nakręcił o Mariem Hassan film dokumentalny zatytułowany Mariem Hassan: La Voz Del Sahara. Pomiędzy 2008 a 2010 dała wiele koncertów poza granicami kraju, m.in. w Nowej Zelandii czy Wielkiej Brytanii. W 2010 wydała swój drugi solowy album Shouka, a dwa lata później trzeci oraz ostatni El Aaiun egdat. Znalazła się na nim m.in. piosenka Gdeim Izik, protest song skierowany przeciwko władzom Maroka. Swój ostatni koncert dała w 2014 podczas festiwalu FiSahara w jednym z obozów dla Saharyjskich uchodźców. 
Zmarła 22 sierpnia 2015 w obozie dla uchodźców w Prowincji Tinduf w Algierii. Powodem śmierci był nowotwór kości.  

## Dyskografia

### Albumy studyjne

#### Solo
- Deseos (2005)
- Shouka (2010)
- El Aaiun egdat (2012)

#### Albumy kolaboracyjne
- Mariem Hassan con Leyoad (razem z Leyoad; 2002)
- Baila, Sáhara, baila, Nubenegra (razem z Vadiya Mint el Hanevi; 2015)

#### Występy gościnnie
- A pesar de las heridas (1998)

- El hechizo de Babilonia (2001)
- Nar (2003)
- Medej (2004)
- Hugo Westerdahl – Western Sahara (2007)
- The Rough Guide To Desert Blues (2010)
- Insaniya (2015)